# Corrinea audax
Corrinea audax är en skalbaggsart som beskrevs av Wooldridge 1980. Corrinea audax ingår i släktet Corrinea och familjen lerstrandbaggar. Inga underarter finns listade i Catalogue of Life.